# Civita Castellana
Civita Castellana is een gemeente in de Italiaanse provincie Viterbo (regio Latium) en telt 16.072 inwoners (31-12-2004). De oppervlakte bedraagt 83,3 km², de bevolkingsdichtheid is 182,74 inwoners per km².
De volgende frazioni maken deel uit van de gemeente: Borghetto en Sassacci.

## Geschiedenis
De huidige plaats is in de middeleeuwen ontstaan, maar in de oudheid lag hier de belangrijke Etruskische stad Falerii, die in 241 v.Chr. door de Romeinen werd veroverd. Het terrein van Falerii Veteres vormt een belangrijke archeologische vindplaats.

## Demografie
Civita Castellana telt ongeveer 6205 huishoudens. Het aantal inwoners daalde in de periode 1991-2001 met 1,5% volgens cijfers uit de tienjaarlijkse volkstellingen van ISTAT.
| Jaar | Inwoneraantal |
| ---- | ------------- |
| 1991 | 15.454        |
| 2001 | 15.219        |

## Geografie
De gemeente ligt op ongeveer 145 m boven zeeniveau.
Civita Castellana grenst aan de volgende gemeenten: Castel Sant'Elia, Collevecchio (RI), Corchiano, Fabrica di Roma, Faleria, Gallese, Magliano Sabina (RI), Ponzano Romano (RM) en Sant'Oreste (RM).

## Galerij

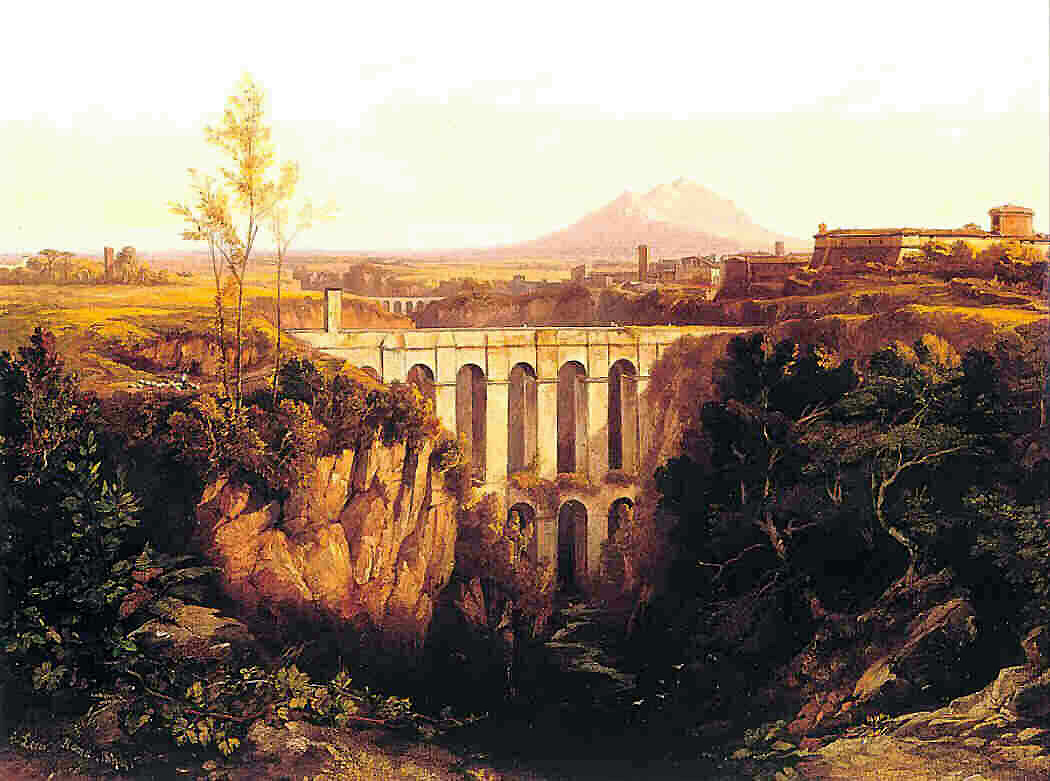
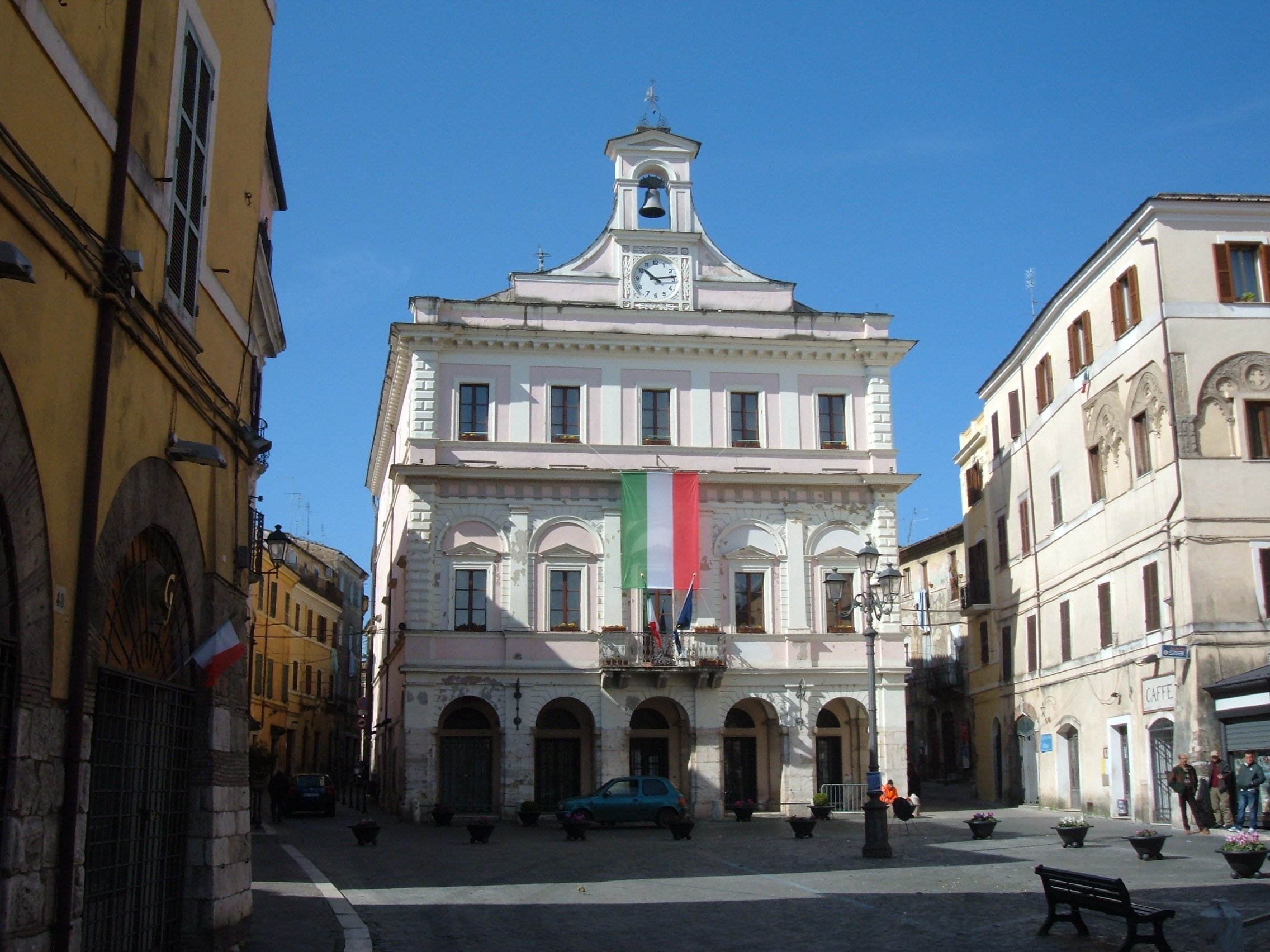
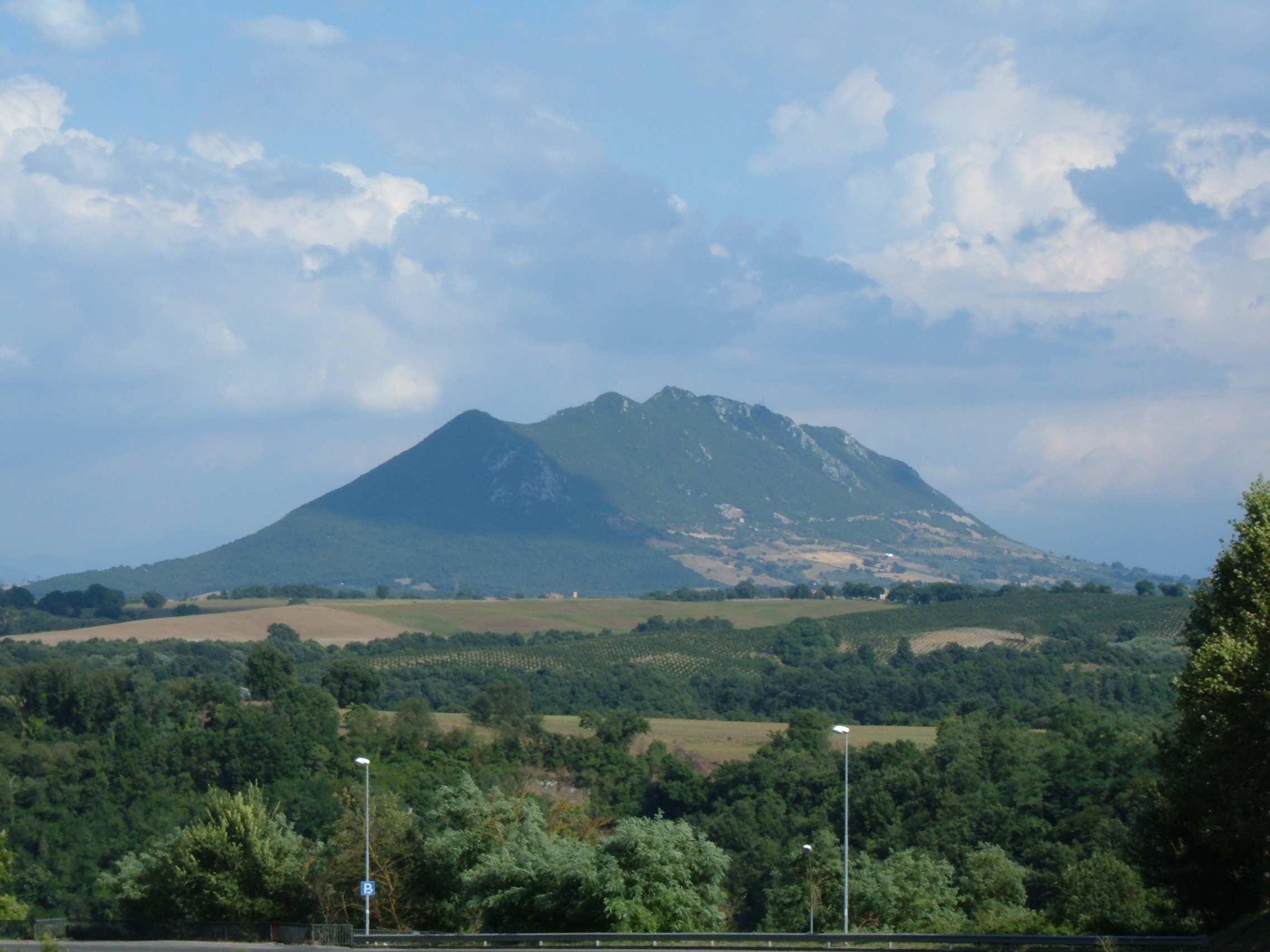

Acquapendente · Arlena di Castro · Bagnoregio · Barbarano Romano · Bassano Romano · Bassano in Teverina · Blera · Bolsena · Bomarzo · Calcata · Canepina · Canino · Capodimonte · Capranica · Caprarola · Carbognano · Castel Sant'Elia · Castiglione in Teverina · Celleno · Cellere · Civita Castellana · Civitella d'Agliano · Corchiano · Fabrica di Roma · Faleria · Farnese · Gallese · Gradoli · Graffignano · Grotte di Castro · Ischia di Castro · Latera · Lubriano · Marta · Montalto di Castro · Monte Romano · Montefiascone · Monterosi · Nepi · Onano · Oriolo Romano · Orte · Piansano · Proceno · Ronciglione · San Lorenzo Nuovo · Soriano nel Cimino · Sutri · Tarquinia · Tessennano · Tuscania · Valentano · Vallerano · Vasanello · Vejano · Vetralla · Vignanello · Villa San Giovanni in Tuscia · Viterbo · Vitorchiano
1. ↑  https://demo.istat.it/?l=it.